# Синдикат-2
«Синдикат-2» — разработанная и проведенная ГПУ оперативная игра, направленная на ликвидацию савинковского антисоветского подполья.

## Предыстория

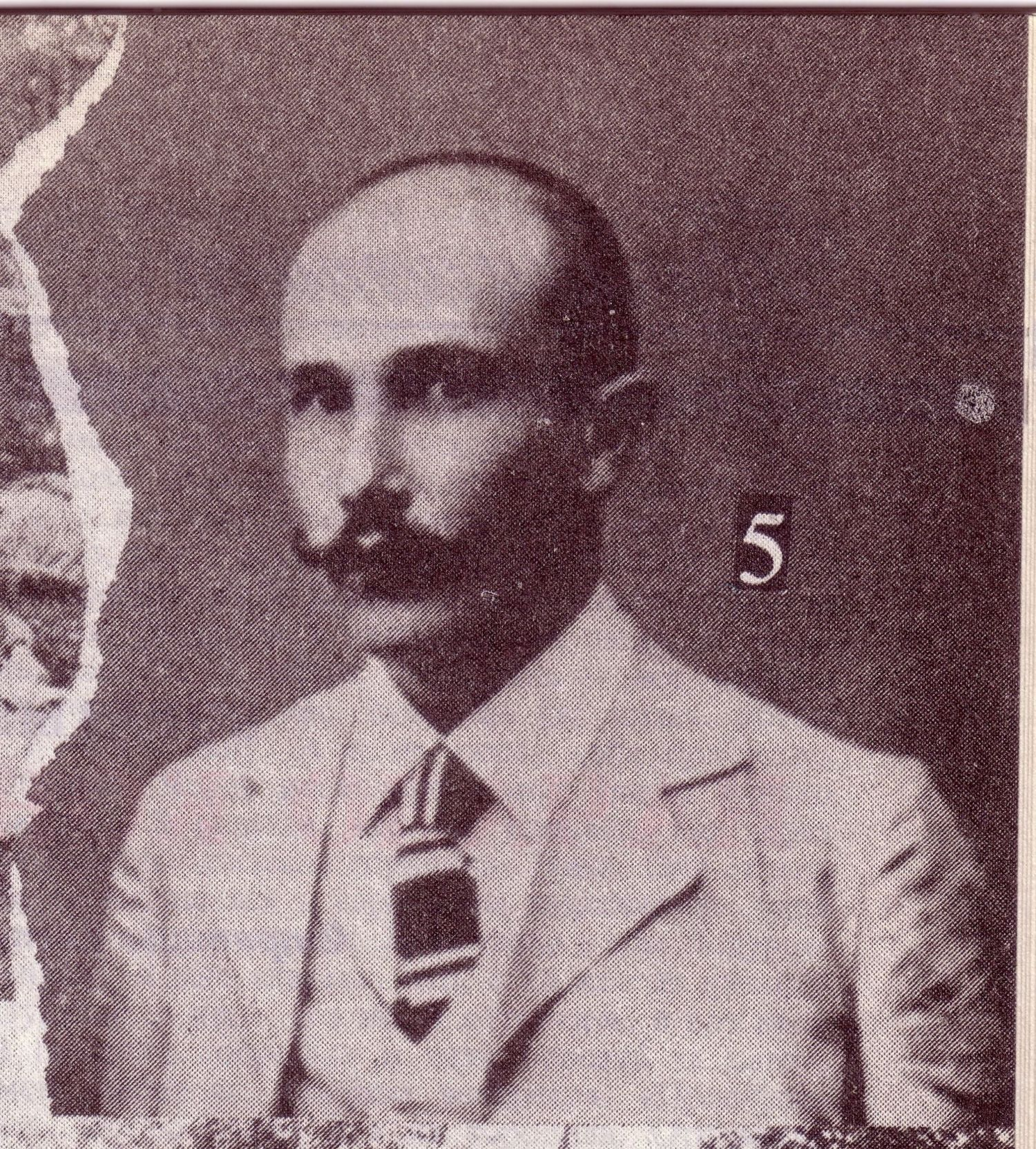
Борис Савинков

Интерес знаменитого террориста Бориса Савинкова к участию в подпольной антисоветской деятельности побудил чекистов к разработке плана по вовлечению его в такую деятельность под наблюдением спецслужб, с целью ликвидации всей сети подпольщиков. Такой план был разработан в созданном в 1922 году Контрразведывательном отделе (КРО) ГПУ при НКВД РСФСР. 12 мая 1922 года было выпущено циркулярное письмо «О савинковской организации» (оно было издано на четвёртый день существования отдела и стало первым изданным циркулярным письмом). В этом письме рассматривался вопрос о новом методе контрразведывательной работы — создании легендированных организаций. Операция «Синдикат-2» проводилась параллельно с аналогичной операцией «Трест», направленной на ликвидацию монархического подполья. В операцию «Синдикат-2» были вовлечены начальник КРО А. X. Артузов, заместитель начальника Р. А. Пилляр, помощник начальника С. В. Пузицкий и личный состав 6-го отделения КРО: начальник И. И. Сосновский, помощник начальника Н. И. Демиденко, секретный сотрудник А. П. Фёдоров, уполномоченные Г. С. Сыроежкин, С. Г. Гендин, помощник уполномоченного КРО ПП ГПУ по Западному краю Я. П. Крикман.
После провала сопротивления в Польше и ряда неудач на антисоветском поприще Борис Савинков решил единолично заняться организацией восстаний и терактов в России, реанимировав «Народный союз защиты Родины и свободы» (НСЗРиС). Находясь в Париже, летом 1922 года он отправил своего адъютанта Леонида Шешеню в Россию, где тот был задержан советскими пограничниками при переходе границы с территории Польши. Через Шешеню (который находился под угрозой расстрела за участие в формированиях Булак-Балаховича и согласился сотрудничать с ОГПУ) чекистам удалось раскрыть двух агентов — М. Зекунова и В. Герасимова, который оказался лидером подпольной организации . Также на основании показаний Шешени были ликвидированы ячейки НСЗРиС в Западном крае.

## Внедрение в эмиграцию
В КРО был разработан проект, по которому за границу должен отправиться секретный сотрудник Андрей Павлович Фёдоров под видом члена центрального комитета партии «Либеральные демократы» А. П. Мухина, с целью убедить Савинкова в существовании дееспособной подпольной организации в СССР и склонить его к сотрудничеству. Кроме того, чекистам удалось перевербовать арестованного в сентябре 1922 года Зекунова, которого после месячного инструктажа заслали в Польшу, где он встретился с родственником Шешени, членом НСЗРиС Иваном Фомичёвым. Фомичёв направил Зекунова в Варшаву, там он донёс до резидента Савинкова, Д. В. Философова, информацию о том, что Шешеня вошёл в контакт с крупной контрреволюционной организацией в советском государстве, и передал письмо Шешени, адресованное Савинкову. В июне 1923 года в Польшу отправился Фёдоров. В Вильно он встретился с Иваном Фомичёвым, вместе с которым они поехали в Варшаву. Фёдоров потребовал встречи с Савинковым, в которой ему было отказано (что предусмотрели чекисты), вместо этого с ним беседовал Философов. Философов отнёсся к Фёдорову с подозрением, но выслушал его заявление, и принял решение направить в СССР на разведку Фомичёва, о чём проинформировал в письме Савинкова. Савинков одобрил решение своего резидента.
Прибывшего в Москву Фомичева чекисты сначала свели с настоящим контрреволюционером, профессором Исаченко, возглавлявшим монархическую организацию, в расчёте на то, что политические оппоненты переругаются, и у Фомичёва сложится впечатление о том, что единственной силой, с которой можно сотрудничать, являются «Либеральные демократы». Так и произошло, после этого разговора Фомичёв попал на заседание объединённого центра «Либеральных демократов» и савинковцев, где сам высказал предложение о сотрудничестве (профессор Исаченко же был направлен во внутреннюю тюрьму ГПУ на Лубянке, и, по всей видимости, расстрелян). «Либеральные демократы» приняли предложение о совместной работе, но поставили условие политических консультаций лично с Савинковым. Полученные от Фомичёва сведения были приняты Философовым с воодушевлением, причём он даже забыл проинформировать о них самого Савинкова, который узнал о результате поездки случайно. Савинков был весьма разгневан таким поведением резидентов, и грозился сместить всех местных руководителей «Союза». Он пребывал в раздумьях, сопоставляя все известные факты, изучая программные документы партии «Либеральных демократов», которые были составлены при участии Артузова, Пузицкого и Менжинского.
Тем временем 11 июня 1923 года в Париж из Варшавы, на встречу с Савинковым поехал Фёдоров. Савинков всё ещё не был уверен, что «Либеральные демократы» — это не чекистская провокация, и решил для проверки подослать к Фёдорову одного из своих ближайших соратников, Сергея Павловского, который подозревал, что организация имеет провокационный характер. Однако проверка не удалась, Фёдоров не поддался на провокацию, и добился аудиенции у Савинкова, разыграв сцену ссоры из-за обиды и разочарования в Савинкове и его соратниках. Савинков успокоил Фёдорова, и отправил в СССР Павловского (не посвятив в подробности руководство «Либеральных демократов»). Кроме того, Фомичёв и Фёдоров вошли в контакт с польской разведкой, передали некие ложные сведения (подготовленные ГПУ) и договорились о постоянном сотрудничестве.

## Арест Савинкова
Павловский в августе 1923 года прибыл в Польшу, 17 августа нелегально пересёк границу с СССР, убив красноармейца, однако вместо того, чтобы сразу приступить к проверке деятельности Шешени, Зекунова и остальных, в Белоруссии он организовал вооружённую группу из числа членов НСЗРиС, вместе с которыми начал заниматься экспроприациями банков, почтовых поездов и убийством коммунистов. 16 сентября он перебрался в Москву, где через два дня во время встречи с Шешеней и лидерами «Либеральных демократов» был арестован и доставлен во внутреннюю тюрьму ГПУ. Там ему был предъявлен список наиболее крупных его преступлений и дано понять, что расстрела ему удастся избежать лишь пойдя на сотрудничество с ГПУ. Ему было предложено написать письмо Философову, и он согласился, имея уговор с Савинковым, что если в письме в любом предложении он не поставит точку, это будет знаком того, что его арестовали. Но попытка отправить письмо с условным знаком провалилась, так как Павловский своим настойчивым интересом к тому, не боятся ли чекисты того, что Савинков узнает об аресте своего помощника, возбудил у них подозрения, и шифровальщиками был разгадан тайный прием. Письмо заставили переписывать. Савинков, получив письмо без секретного знака, доверился Павловскому и написал «Либеральным демократам» послание, в котором изъявил желание приехать в Россию. Пожеланием Савинкова было, чтобы за ним в Европу приехал Павловский, однако чекисты не могли отпустить Павловского, и ими была выдумана легенда о том, что он якобы отправился на юг России с целью экспроприации, был ранен и прикован к постели. Такие известия смутили Савинкова, заронив в его сознании подозрения, однако они были отброшены, так как Савинков был движим боязнью опоздать к подходящему моменту для активных действий. К тому же чекистами были организованы встречи Фомичёва с «руководителями антисоветских групп» в Ростове-на-Дону и Минеральных Водах, которых представляли сотрудники КРО И. Абиссалов и И. Сосновский. В июне 1924 года Фомичёв приехал в Париж и убедил Савинкова в необходимости поездки. 
В августе 1924 года Савинков выдвинулся в СССР в сопровождении Александра Дикгоф-Деренталя, его жены Любови, Фомичёва и Фёдорова. Фёдоров отделился от группы в Вильно, пообещав встретить их уже на советской территории. 15 августа 1924 года они перешли границу через подготовленное ОГПУ «окно», добрались до Минска, где на конспиративной квартире 16 августа были арестованы и отправлены в Москву. 18 августа их поместили во внутреннюю тюрьму ОГПУ.

## Суд, заключение и гибель Савинкова

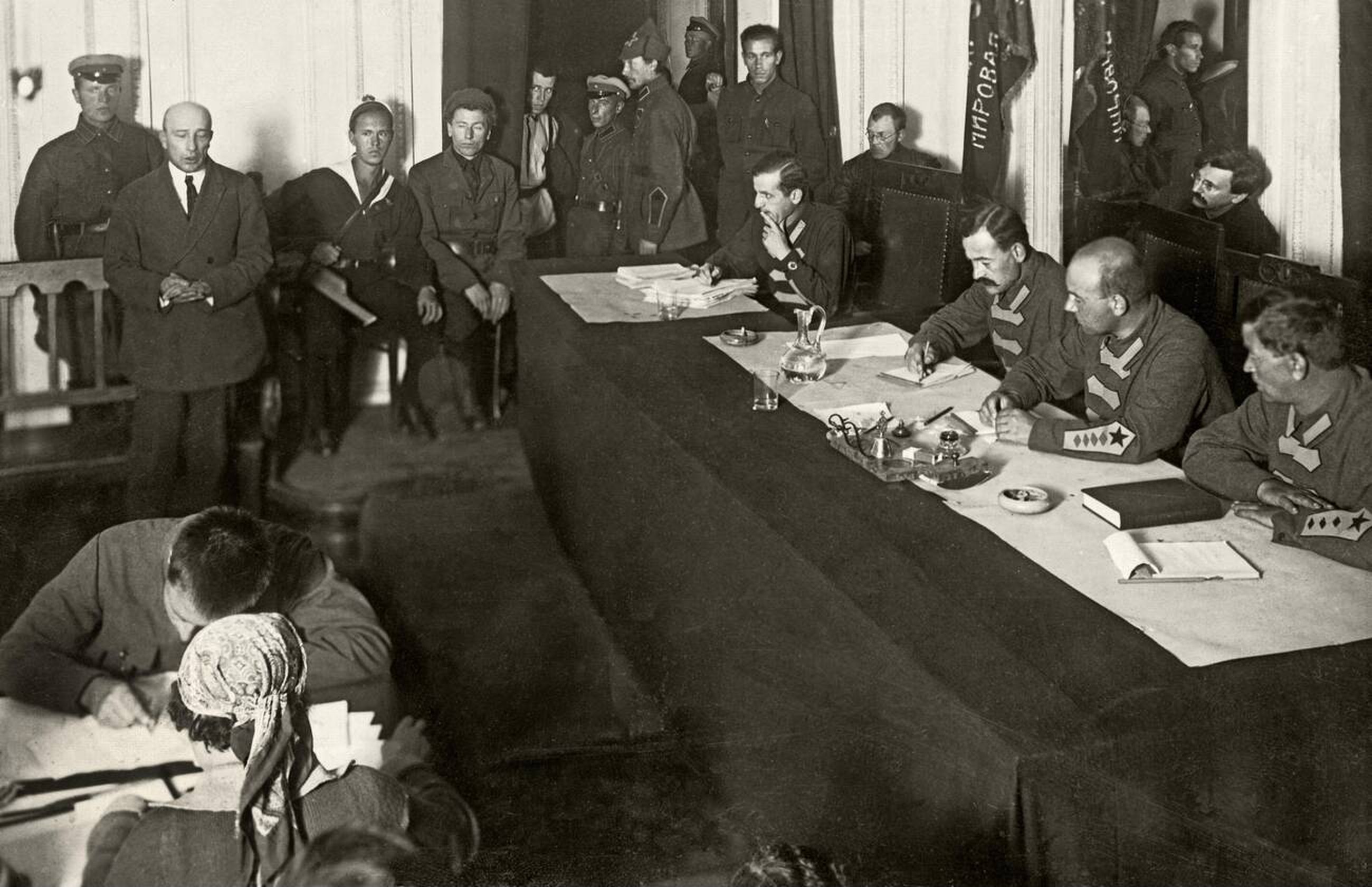
Судебный процесс над Савинковым

На суде Савинков во всём сознался и особо отмечал тот факт, что «всю жизнь работал только для народа и во имя его». Сотрудничая со следствием, он излагал на суде версию, придуманную чекистами для того чтобы сохранить в тайне детали операции «Синдикат-2», и заявил, что раскаялся в своих преступлениях и признал «всю свою политическую деятельность с момента Октябрьской социалистической революции ошибкой и заблуждением». 29 августа 1924 года Верховный суд приговорил Савинкова к расстрелу с конфискацией имущества, так как по совокупности преступлений он заслужил пять лет тюремного заключения и пять смертных приговоров. Однако суд ходатайствовал на смягчении приговора в силу признания осуждённым своей вины и готовности загладить свою вину перед советской властью. Ходатайство Военной коллегии Верховного суда было удовлетворено Президиумом Центрального исполнительного комитета СССР, и высшая мера наказания была заменена лишением свободы сроком на десять лет.
Находясь во внутренней тюрьме ОГПУ на Лубянке, в беспрецедентных условиях (в камере, где периодически вместе с ним проживала его любовница Л. Е. Дикгоф-Деренталь, был ковёр, мебель, узнику было разрешено писать воспоминания, некоторые из которых даже издавались, и ему выплачивался гонорар), Савинков вёл дневник, в котором продолжал настаивать на выдуманной версии о мотивах своего перехода границы. Утром 7 мая 1925 года Савинков написал письмо Ф. Э. Дзержинскому, в котором просил объяснить, почему его держат в тюрьме, а не расстреливают или не дают работать на советскую власть. Дзержинский письменно не ответил, лишь велев передать, что о свободе он заговорил рано. Вечером этого дня сотрудники ОГПУ Сперанский, Пузицкий и Сыроежкин сопровождали Савинкова на прогулке в Царицинском парке, через три часа они вернулись на Лубянку, в кабинет Пилляра на пятом этаже, чтобы дождаться конвоиров. В какой-то момент Пузицкий вышел из кабинета, в котором остались Сперанский, сидящий на диванчике, Сыроежкин, сидящий за столом, и Савинков. 
По поводу дальнейших событий исследователи до сих пор не пришли к единому мнению. Официальная версия гласит, что Савинков расхаживал по комнате и внезапно выбросился из окна во внутренний двор. Однако следователь, проводивший служебное расследование, отмечает, что Савинков сидел за круглым столом напротив одного из чекистов. Борис Гудзь, близкий друг Сыроежкина, бывший в тот момент в соседней комнате, в 90-е годы рассказывал, что Савинков ходил по комнате и прыгнул в окно вниз головой, Сыроежкин успел поймать его за ногу, однако не удержал, так как имел повреждение одной руки. Впервые сообщение о самоубийстве Савинкова, написанное в ОГПУ, отредактированное Ф. Э. Дзержинским и утверждённое И. В. Сталиным, было опубликовано 13 мая в газете «Правда». Версия о самоубийстве была растиражирована советской печатью и частью эмигрантского сообщества. Сомнения по поводу официальной версии одним из первых изложил А. Солженицын в  «Архипелаге ГУЛАГ». Он писал, что в Колымском лагере бывший чекист Артур Прюбель, умирая, кому-то рассказал о том, что был одним из четырёх человек, кто выбросил из окна Савинкова. Некоторые современные историки также склонны считать, что Савинков был убит.

## Результаты операции
За время проведения операции «Синдикат-2» была выявлена большая часть «савинковцев», ведущих подпольную работу на территории СССР, «Народный союз защиты Родины и свободы» был окончательно разгромлен: были ликвидированы ячейки «Союза» в Смоленской, Брянской, Витебской, Гомельской губерниях, на территории Петроградского военного округа, 23 савинковские резидентуры в Москве, Самаре, Саратове, Харькове, Киеве, Туле, Одессе. Проведено несколько крупных судебных процессов, среди которых «Дело сорока четырёх», «Дело двенадцати», «Дело сорока трёх». Арестованы и осуждены были агенты НСЗРиС Веселов, Горелов, Нагель-Нейман, Росселевич, организаторы терактов В. И. Свежевский и М. Н. Гнилорыбов и другие. Александр и Любовь Дикгоф-Дерентали были амнистированы и жили в Москве до 1936 года, когда их осудили на 5 лет ИТЛ как «социально-опасных элементов», они попали на Колыму. Там в 1939 году расстреляли Александра Аркадьевича. Любовь Ефимовна выжила, поселилась в ссылке в Магадане, работала библиотекарем. Умерла в Мариуполе в 1969 году. Павловский был расстрелян в 1924 году, Шешеня работал на ОГПУ и был расстрелян в 1937 году, Фомичёв был освобождён, жил в деревне, был расстрелян в 1929 году.

## Судьба руководителей операции
В. Р. Менжинский, Р. А. Пилляр, С. В. Пузицкий, Н. И. Демиденко, А. П. Фёдоров, Г. С. Сыроежкин были представлены к награждению орденом Красного Знамени. А. Х. Артузов, И. И. Сосновский, С. Г. Гендин и И. П. Крикман получили благодарности правительства СССР.
Впоследствии почти все чекисты, участвовавшие в проведении операции, были расстреляны в период сталинских чисток: А. П. Фёдоров, в органах ВЧК с 1920 г., один из главных участников операции Синдикат-2 и захвата Б. В. Савинкова (под видом офицера Мухина), расстрелян 20 сентября 1937 г. в Москве. Р. А. Пилляр, С. В. Пузицкий, А. Х. Артузов, И. И. Сосновский расстреляны в 1937 г. Г. С. Сыроежкин С. Г. Гендин — в 1939 г.

## Операция «Синдикат-2» в культуре
По мотивам операции в 1968 году писателем В. А. Ардаматским был написан роман «Возмездие». В том же году по сценарию, основанному на романе «Возмездие», режиссёром В. А. Чеботарёвым был снят чёрно-белый двухсерийный фильм «Крах». В 1981 году режиссёром М. Е. Орловым был снят новый цветной шестисерийный телефильм «Синдикат-2».